# Comneni
La famiglia dei Comneni (in greco antico: Κομνηνοί?, Komnēnoí; m. sing. Κομνηνός, Komnēnós; f. sing. Κομνηνή, Komnēnḗ) fu la dinastia regnante dell'Impero bizantino, dal 1057 al 1059 e dal 1081 al 1185, e dell'Impero di Trebisonda, dal 1204 al 1461.
Imparentati con altre famiglie nobili, come quelle dei Ducas, degli Angeli e dei Paleologi, il nome dei Comneni figura tra quello delle più importanti dinastie del mondo bizantino e, infatti, proprio loro guidarono l'Impero a riacquistare vigore e potenza, tanto che gli storici hanno definito la loro epoca la "Rinascita dell'Impero".
I Comneni diedero sei imperatori al trono di Costantinopoli, ovvero: Isacco I Comneno (1057–1059), Alessio I Comneno (1081–1118), Giovanni II Comneno (1118–1143), Manuele I Comneno (1143–1180), Alessio II Comneno (1180–1183), Andronico I Comneno (1183–1185).
A seguito della Quarta Crociata (1202–1204), l'Impero bizantino venne diviso e i Comneni fondarono l'Impero di Trebisonda, dove regnarono con il nome di Mega Comneno (Μέγας Κομνηνός, Mégas Komnēnós).

## Caratteristiche dei Comneni
La famiglia, quantunque rivendicasse una improbabile discendenza dall'imperatore Costantino I il Grande, proveniva da un villaggio trace nei pressi di Filippopoli: Comne (o Komne), da cui trasse il proprio nome. Nell'XI secolo, comunque, il grosso della famiglia e i suoi possedimenti si trovavano in Paflagonia, nella zona di Kastamonu (toponimo che probabilmente deriva da Castra Comneni, la cittadella all'interno dell'ampia tenuta ricevuta in dono dagli imperatori un secolo prima come premio della loro fedeltà).

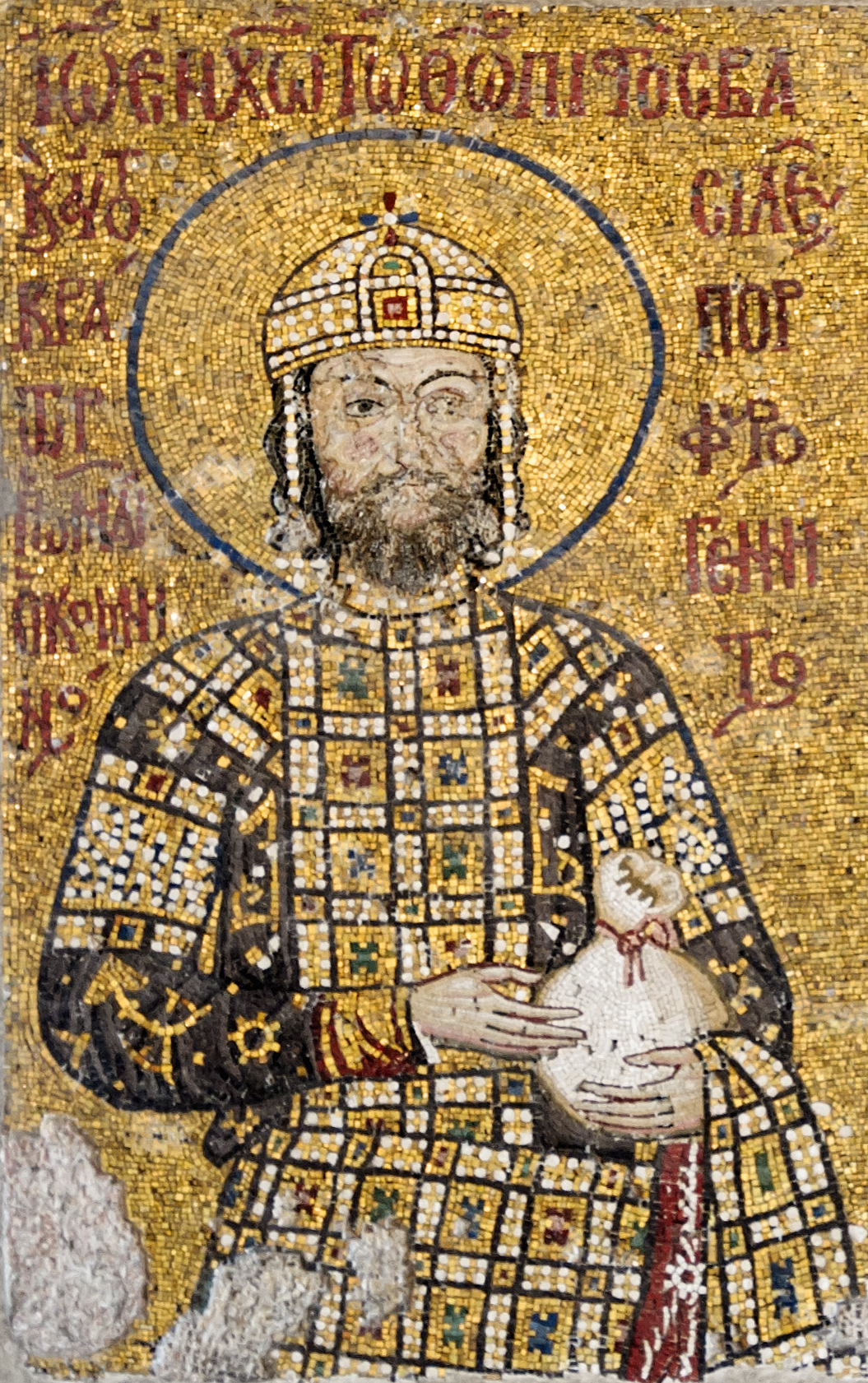
Il basileus Giovanni II Comneno
(da un mosaico nella basilica di Santa Sofia a Istanbul).

Caratteristiche comuni a quasi tutti i Comneni furono la forza e la capacità di comando: due dei sei Comneni che divennero imperatori, Isacco I (1005-1061) e suo nipote Alessio I (1048-1118), erano generali dell'esercito ed entrambi presero il trono con un colpo di Stato. Anche Giovanni II (1087-1143) aveva la stoffa del generale: non sopportava il lusso e visse più della metà della sua vita nell'accampamento con i suoi soldati, impegnato nella riconquista dell'Asia Minore. I sudditi di Giovanni dicevano che la sua vita sembrava una campagna militare continua. Giovanni educò nello stesso modo anche i suoi quattro figli, cui infuse la stessa passione per la guerra; l'erede al trono, Manuele I, affrontò una guerra dopo l'altra per aumentare la potenza dell'Impero bizantino.
A Manuele successe il figlio Alessio II, un ragazzino di soli dieci anni che morì dopo soli quattro anni, fatto uccidere da Andronico I Comneno. Secondo alcune cronache, Alessio sarebbe sopravvissuto per pietà dei suoi carnefici che lo fecero fuggire. Rifugiatosi presso il sultano selgiuchide, per tutta la vita avrebbe combattuto contro l'impero che gli era stato tolto e che lui reclamava, dimostrando così di che pasta erano fatti i Comneni.
Andronico I, l'ultimo Comneno dell'impero bizantino, fu considerato uno degli imperatori più spregevoli della storia di Bisanzio, ma non si può negare la sua forza nell'impartire ordini: con il suo esercito rovesciò Alessio II Comneno e si proclamò imperatore, ma fu odiato per le abominevoli iniquità da lui compiute. Lasciato il popolo alla fame, venne linciato dalla folla inferocita e i suoi familiari furono costretti a fuggire alla corte del regno di Georgia.
Nel 1204 un discendente di Andronico, Alessio, fondò insieme a suo fratello Davide l'Impero di Trebisonda, che durò per 257 anni. Gli Imperatori di Trebisonda furono tutti Comneni, tranne una Cantacuzena; si fregiarono del titolo di Mega Komnenos. L'ultimo Comneno Imperatore di Trebisonda fu Davide II di Trebisonda, che si arrese ai turchi nel 1461, otto anni dopo la caduta di Costantinopoli. Con Trebisonda cadde l'ultimo lembo di cultura bizantina.
Con la caduta dell'Impero Romano d'Oriente, nel 1453, un ramo della dinastia Comneno, gli Angelo Flavio Comneno, principi di Macedonia e duchi di Durazzo, come altri membri dell'aristocrazia bizantina, si trasferirono in Italia ed in Russia. L'ultimo dei rami cadetti italiani della famiglia fu il principe Giovanni Andrea Angelo Flavio Comneno, morto nel 1699, il cui nome è legato alla trasmissione del gran magistero dell'Ordine Costantiniano di San Giorgio a Francesco Farnese, duca di Parma e Piacenza, un gran magistero che viene tuttora esercitato dai Borbone delle Due Sicilie, discendenti diretti dei Farnese.

## I Comneni imperatori di Bisanzio

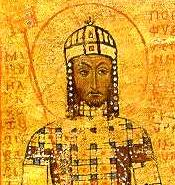
Affresco rappresentante il basileus Manuele I Comneno

- Isacco I Comneno (1007-1060 al governo 1057 - 1059)
- Alessio I Comneno (1057-1118 al governo 1081 - 1118)
- Giovanni II Comneno (1087-1143 al governo 1118 - 1143)
- Manuele I Comneno (1118-1180 al governo 1143 - 1180)
- Alessio II Comneno (1169-1183 al governo 1180 - 1183)
- Andronico I Comneno (1118-1185, al governo 1183 - 1185)

## Altri Comneni della famiglia imperiale
- Manuele Comneno Erotico (960c.-1020), capostipite dei Comneni
- Giovanni Comneno (1020-1067), generalissimo d'Oriente, fratello di Isacco I Comneno
- Isacco Comneno (duca di Antiochia) (sec. XI-XII)
- Anna Comnena (1083-1153), storica
- Isacco Comneno (figlio di Alessio I) (1095c.-1155c.),
- Alessio Comneno (coimperatore) (1106-1142) primo figlio di Giovanni II Comneno
- Andronico Comneno (figlio di Giovanni II) (1110c.-1142), secondo figlio di Giovanni II Comneno
- Isacco Comneno (figlio di Giovanni II) (1113-1154), terzo figlio di Giovanni II Comneno
- Maria Comnena (figlia di Manuele I) (1152-1182), figlia primogenita del basileus Manuele I Comneno
- Isacco Comneno di Cipro (1155c.-1195c.)

## Comneni imperatori di Trebisonda
- Alessio I Comneno (1204–1222)
- Davide I Comneno (1204–1214)
- Andronico I Gido Comneno (1222–1235)
- Giovanni I Axuco Comneno (1235–1238)
- Manuele I Comneno (1238–1263)
- Andronico II Comneno (1263–1266)
- Giorgio Comneno (1266–1280)
- Giovanni II Comneno (1280–1297)
- Teodora Comnena (1284–1285)
- Giovanni II Comneno (1280–1297)
- Alessio II Comneno (1297–1330)
- Andronico III Comneno (1330–1332)
- Manuele II Comneno (1332)
- Basilio Comneno (1332–1340)
- Anna Comnena (1341)
- Michele Comneno (1341)
- Anna Comnena (restaurata, 1341–1342)
- Giovanni III Comneno (1342–1344)
- Michele Comneno (restaurato, 1344–1349)
- Alessio III Comneno (1349–1390)
- Manuele III Comneno (1390–1416)
- Alessio IV Comneno (1416–1429)
- Giovanni IV Comneno (1429–1459)
- Alessio V Comneno (1460)
- Davide II Comneno (1459–1461)

## Tavole genealogiche

### Comneno
|                                      |                                      |                                                                |                                                                |                                                                              |                                                                              |                                                                                         |                                                                                         |                     |                                                                                               |                                                                                               |                                                                                            |                                                                                            |                                                                                                |                                                                                                |                 |                 |                         |                         |               |               |
|                                      |                                      |                                                                |                                                                |                                                                              |                                                                              |                                                                                         | Manuele Comneno Μανουήλ Κομνηνός *? †1020                                               |                     |                                                                                               |                                                                                               |                                                                                            |                                                                                            |                                                                                                |                                                                                                |                 |                 |                         |                         |               |               |
|                                      |                                      |                                                                |                                                                |                                                                              |                                                                              |                                                                                         |                                                                                         |                     |                                                                                               |                                                                                               |                                                                                            |                                                                                            |                                                                                                |                                                                                                |                 |                 |                         |                         |               |               |
|                                      |                                      |                                                                |                                                                |                                                                              |                                                                              |                                                                                         |                                                                                         |                     |                                                                                               |                                                                                               |                                                                                            |                                                                                            |                                                                                                |                                                                                                |                 |                 |                         |                         |               |               |
|                                      |                                      |                                                                | Niceforo *? †1026                                              | Niceforo *? †1026                                                            | Isacco I Ισαάκιος Α΄ Κομνηνός *1005 †1061 ⚭ Caterina di Bulgaria             | Isacco I Ισαάκιος Α΄ Κομνηνός *1005 †1061 ⚭ Caterina di Bulgaria                        |                                                                                         |                     |                                                                                               |                                                                                               | Giovanni Ίωάννης Κομνηνός *~1020 †1067 ⚭ Anna Dalassena                                    | Giovanni Ίωάννης Κομνηνός *~1020 †1067 ⚭ Anna Dalassena                                    |                                                                                                |                                                                                                |                 |                 |                         |                         |               |               |
|                                      |                                      |                                                                |                                                                |                                                                              |                                                                              |                                                                                         |                                                                                         |                     |                                                                                               |                                                                                               |                                                                                            |                                                                                            |                                                                                                |                                                                                                |                 |                 |                         |                         |               |               |
|                                      |                                      |                                                                |                                                                |                                                                              |                                                                              |                                                                                         |                                                                                         |                     |                                                                                               |                                                                                               |                                                                                            |                                                                                            |                                                                                                |                                                                                                |                 |                 |                         |                         |               |               |
|                                      |                                      |                                                                |                                                                |                                                                              | Manuele *? † ante 1059                                                       | Manuele *? † ante 1059                                                                  | Manuele *1044 †1071                                                                     | Manuele *1044 †1071 | Isacco Κομνηνός Ἰσαάκιος *~1050 †1102/1104                                                    | Isacco Κομνηνός Ἰσαάκιος *~1050 †1102/1104                                                    | Alessio I Αλέξιος Α' Κομνηνός *1048 †1118 ⚭ Irene Ducaena Ειρήνη Δούκαινα *1063 †1123/1133 | Alessio I Αλέξιος Α' Κομνηνός *1048 †1118 ⚭ Irene Ducaena Ειρήνη Δούκαινα *1063 †1123/1133 | Adriano *? †?                                                                                  | Adriano *? †?                                                                                  | Niceforo *? †?  | Niceforo *? †?  |                         |                         |               |               |
|                                      |                                      |                                                                |                                                                |                                                                              |                                                                              |                                                                                         |                                                                                         |                     |                                                                                               |                                                                                               |                                                                                            |                                                                                            |                                                                                                |                                                                                                |                 |                 |                         |                         |               |               |
|                                      |                                      |                                                                |                                                                |                                                                              |                                                                              |                                                                                         |                                                                                         |                     |                                                                                               |                                                                                               |                                                                                            |                                                                                            |                                                                                                |                                                                                                |                 |                 |                         |                         |               |               |
|                                      |                                      |                                                                |                                                                | Giovanni II Ίωάννης Β΄ Κομνηνός *1087 †1143 ⚭ Piroska d'Ungheria *1088 †1134 | Giovanni II Ίωάννης Β΄ Κομνηνός *1087 †1143 ⚭ Piroska d'Ungheria *1088 †1134 |                                                                                         |                                                                                         | Andronico *? †?     | Andronico *? †?                                                                               |                                                                                               |                                                                                            |                                                                                            | Isacco Ισαάκιος Κομνηνός * post 1093 † post 1152 1 ⚭ Irene ? *? †? 2 ⚭ ? Kata di Georgia *? †? | Isacco Ισαάκιος Κομνηνός * post 1093 † post 1152 1 ⚭ Irene ? *? †? 2 ⚭ ? Kata di Georgia *? †? |                 |                 | Teodora Θεοδώρα Κομνηνὴ | Teodora Θεοδώρα Κομνηνὴ | Manuele *? †? | Manuele *? †? |
|                                      |                                      |                                                                |                                                                |                                                                              |                                                                              |                                                                                         |                                                                                         |                     |                                                                                               |                                                                                               |                                                                                            |                                                                                            |                                                                                                |                                                                                                |                 |                 |                         |                         |               |               |
|                                      |                                      |                                                                |                                                                |                                                                              |                                                                              |                                                                                         |                                                                                         |                     |                                                                                               |                                                                                               |                                                                                            |                                                                                            |                                                                                                |                                                                                                |                 |                 |                         |                         |               |               |
| Alessio Αλέξιος Κομνηνός *1106 †1142 | Alessio Αλέξιος Κομνηνός *1106 †1142 | Andronico Ἀνδρόνικος Κομνηνός *1108/1110 †1142 ⚭ Irene ? *? †? | Andronico Ἀνδρόνικος Κομνηνός *1108/1110 †1142 ⚭ Irene ? *? †? |                                                                              |                                                                              | Isacco Ισαάκιος Κομνηνός *1113 † post 1154 1 ⚭ Teodora ? *? †? 2 ⚭ Irene Synadene *? †? | Isacco Ισαάκιος Κομνηνός *1113 † post 1154 1 ⚭ Teodora ? *? †? 2 ⚭ Irene Synadene *? †? |                     | Manuele I Μανουήλ Α' Κομνηνός *1118 †1180 1 ⚭ Berta di Sulzbach *? †1160 2 ⚭ Maria Xene *? †? | Manuele I Μανουήλ Α' Κομνηνός *1118 †1180 1 ⚭ Berta di Sulzbach *? †1160 2 ⚭ Maria Xene *? †? | 1 Giovanni *? †?                                                                           | 1 Giovanni *? †?                                                                           | 1 Andronico I Ανδρόνικος Α' Κομνηνός *1118 †1185 1 ⚭ N.N. 2 Teodora Comnena *1145 †1185        | 1 Andronico I Ανδρόνικος Α' Κομνηνός *1118 †1185 1 ⚭ N.N. 2 Teodora Comnena *1145 †1185        | 1 Alessio *? †? | 1 Alessio *? †? | · Dinastia degli Angeli | · Dinastia degli Angeli |               |               |
|                                      |                                      |                                                                |                                                                |                                                                              |                                                                              |                                                                                         |                                                                                         |                     |                                                                                               |                                                                                               |                                                                                            |                                                                                            |                                                                                                |                                                                                                |                 |                 |                         |                         |               |               |
|                                      |                                      |                                                                |                                                                |                                                                              |                                                                              |                                                                                         |                                                                                         |                     |                                                                                               |                                                                                               |                                                                                            |                                                                                            |                                                                                                |                                                                                                |                 |                 |                         |                         |               |               |
|                                      | Giovanni *? †?                       | Giovanni *? †?                                                 | Alessio *? †?                                                  | Alessio *? †?                                                                | 1 Alessio *? †?                                                              | 1 Alessio *? †?                                                                         | 1 Giovanni *? †?                                                                        | 1 Giovanni *? †?    | Alessio II Αλέξιος Β' Κομνηνός *1169 †1183                                                    | Alessio II Αλέξιος Β' Κομνηνός *1169 †1183                                                    | 1 Manuele Μανουήλ Κομνηνός *1145 †? ⚭ Rusudan *? †?                                        | 1 Manuele Μανουήλ Κομνηνός *1145 †? ⚭ Rusudan *? †?                                        | 1 Giovanni *1159-1160 †1185                                                                    | 1 Giovanni *1159-1160 †1185                                                                    | 2 Alessio *? †? | 2 Alessio *? †? |                         |                         |               |               |
|                                      |                                      |                                                                |                                                                |                                                                              |                                                                              |                                                                                         |                                                                                         |                     |                                                                                               |                                                                                               |                                                                                            |                                                                                            |                                                                                                |                                                                                                |                 |                 |                         |                         |               |               |
|                                      |                                      |                                                                |                                                                |                                                                              |                                                                              |                                                                                         |                                                                                         |                     |                                                                                               |                                                                                               |                                                                                            |                                                                                            |                                                                                                |                                                                                                |                 |                 |                         |                         |               |               |
|                                      |                                      |                                                                |                                                                |                                                                              |                                                                              |                                                                                         |                                                                                         |                     |                                                                                               | Alessio I Αλέξιος Α΄ Μέγας Κομνηνός *1182 †1222 ⚭ Teodora Axuchina *? †?                      | Alessio I Αλέξιος Α΄ Μέγας Κομνηνός *1182 †1222 ⚭ Teodora Axuchina *? †?                   | Davide I Δαβίδ Κομνηνός *~1184 †1212                                                       | Davide I Δαβίδ Κομνηνός *~1184 †1212                                                           |                                                                                                |                 |                 |                         |                         |               |               |
|                                      |                                      |                                                                |                                                                |                                                                              |                                                                              |                                                                                         |                                                                                         |                     |                                                                                               |                                                                                               |                                                                                            |                                                                                            |                                                                                                |                                                                                                |                 |                 |                         |                         |               |               |
|                                      |                                      |                                                                |                                                                |                                                                              |                                                                              |                                                                                         |                                                                                         |                     |                                                                                               |                                                                                               |                                                                                            |                                                                                            |                                                                                                |                                                                                                |                 |                 |                         |                         |               |               |
|                                      |                                      |                                                                |                                                                |                                                                              |                                                                              |                                                                                         |                                                                                         |                     | Giovanni I Ιωάννης Κομνηνός Ἀξούχος fl. 1235 - 1238                                           | Giovanni I Ιωάννης Κομνηνός Ἀξούχος fl. 1235 - 1238                                           | Manuele I fl. 1238 - 1263                                                                  | Manuele I fl. 1238 - 1263                                                                  |                                                                                                |                                                                                                |                 |                 |                         |                         |               |               |

### Angeli
|                |                                              |                                              | | |                                                                                            |                                                                                       |                |                |                 |                 |                                                                 |                                                                 |                 |                 |                    |                    |
|                |                                              |                                              | | | · Comneno                                                                                  |                                                                                       |                |                |                 |                 |                                                                 |                                                                 |                 |                 |                    |                    |
|                |                                              |                                              | | |                                                                                            |                                                                                       |                |                |                 |                 |                                                                 |                                                                 |                 |                 |                    |                    |
|                |                                              |                                              | | |                                                                                            |                                                                                       |                |                |                 |                 |                                                                 |                                                                 |                 |                 |                    |                    |
|                |                                              |                                              | | | Teodora Θεοδώρα Κομνηνὴ *1096 †? 1 ∞ Costantino Courtice *? †? 2 ∞ Costantino Angelo *? †? |                                                                                       |                |                |                 |                 |                                                                 |                                                                 |                 |                 |                    |                    |
|                |                                              |                                              | | |                                                                                            |                                                                                       |                |                |                 |                 |                                                                 |                                                                 |                 |                 |                    |                    |
|                |                                              |                                              | | |                                                                                            |                                                                                       |                |                |                 |                 |                                                                 |                                                                 |                 |                 |                    |                    |
| 2 Isacco *? †? | 2 Isacco *? †?                               | 2 Alessio *? †?                              | 2 Alessio *? †?                                                                                       | 2 Andronico *? †? ∞ Eufrosina Castamonitissa *? †?                                                    | 2 Andronico *? †? ∞ Eufrosina Castamonitissa *? †?                                         |                                                                                       |                |                |                 |                 | 2 Giovanni Ιωάννης Δούκας *1126 †1200 1 ∞ ? 2 ∞ Zoe Ducas *? †? | 2 Giovanni Ιωάννης Δούκας *1126 †1200 1 ∞ ? 2 ∞ Zoe Ducas *? †? |                 |                 |                    |                    |
|                |                                              |                                              | | |                                                                                            |                                                                                       |                |                |                 |                 |                                                                 |                                                                 |                 |                 |                    |                    |
|                |                                              |                                              | | |                                                                                            |                                                                                       |                |                |                 |                 |                                                                 |                                                                 |                 |                 |                    |                    |
|                |                                              |                                              | Isacco II Ισαάκιος Β' Άγγελος *1156 †1204 1 ∞ Irene ? *? †1185? 2 ∞ Margherita d'Ungheria *1175 †1223 | Isacco II Ισαάκιος Β' Άγγελος *1156 †1204 1 ∞ Irene ? *? †1185? 2 ∞ Margherita d'Ungheria *1175 †1223 | Alessio III Αλέξιος Γ' Άγγελος *~1153 †~1211 ∞ Eufrosina Ducena Camatera *~1155 †1211      | Alessio III Αλέξιος Γ' Άγγελος *~1153 †~1211 ∞ Eufrosina Ducena Camatera *~1155 †1211 | 1 Isacco *? †? | 1 Isacco *? †? | 1 Alessio *? †? | 1 Alessio *? †? | 2 Teodoro *? †?                                                 | 2 Teodoro *? †?                                                 | 2 Manuele *? †? | 2 Manuele *? †? | 2 Costantino *? †? | 2 Costantino *? †? |
|                |                                              |                                              | | |                                                                                            |                                                                                       |                |                |                 |                 |                                                                 |                                                                 |                 |                 |                    |                    |
|                |                                              |                                              | | |                                                                                            |                                                                                       |                |                |                 |                 |                                                                 |                                                                 |                 |                 |                    |                    |
|                | 1 Alessio IV Αλέξιος Δ' Άγγελος *~1182 †1204 | 1 Alessio IV Αλέξιος Δ' Άγγελος *~1182 †1204 | 2 Giovanni *1193 †1259                                                                                | 2 Giovanni *1193 †1259                                                                                | 2 Manuele * post 1195 †1212                                                                | 2 Manuele * post 1195 †1212                                                           |                |                |                 |                 |                                                                 |                                                                 |                 |                 |                    |                    |